# Otto Schubiger
Otto Schubiger (* 6. Januar 1925; † 28. Januar 2019 in Baden) war ein Schweizer Eishockeyspieler.

## Karriere
Otto Schubiger nahm für die Schweizer Nationalmannschaft an den Olympischen Winterspielen 1948 in St. Moritz und 1952 in Oslo teil. Bei den Winterspielen 1948 gewann er mit seiner Mannschaft die Bronzemedaille. Auf Vereinsebene spielte er für den Zürcher SC.

## Erfolge und Auszeichnungen
- 1948 Bronzemedaille bei den Olympischen Winterspielen